# 治癒魔法的錯誤使用法～奔赴戰場的回復要員～
《治癒魔法的錯誤使用法～奔赴戰場的回復要員～》是日本作家所著的輕小說系列，2014年3月起於成為小說家吧上連載；2016年3月至2020年8月期間經MF Books發行實體書，KeG擔綱插圖，共12卷。改編電視動畫第一季於2024年1月至3月播放，同年8月宣布製作第二季。
改編漫畫在2024「BookLive!讀者票選」的「讀者票選推薦最佳100部異世界漫畫」的排行榜中，位居少年漫畫·青年漫畫的第34名。

## 角色列表
角色譯名皆以東立出版社出版的繁體中文版為準。

### 主要角色
兔里／兔里健（聲：坂田將吾）
本作主角。魔法屬性為治癒。與一樹、鈴音一同被召喚到異世界的林格爾王國。因為一樹的失言(動畫版則是兔里健自己多嘴)而被羅絲強逼加入救命團。接受著羅絲那超出常規的訓練，成長成為馳騁於最前線的回復要員。
布魯林（聲：渡邊明乃）
兔里健在森林中遇見的藍灰熊，後被健收養。時而共同戰鬥，時而充當兔里訓練時的負重，是健的好搭檔。
一樹／龍泉一樹（聲：高梨謙吾）
兔里健的同學，是個爽朗帥哥而在女生們中很有人氣，但被其他男生所嫉妒，同性朋友很少也是他的煩惱。與健、鈴音一同被召喚到異世界的林格爾王國。魔法屬性為光。
鈴音／犬上鈴音（聲：七瀨彩夏）
兔里健與一樹的學姐，是個文武雙全的學生會長，也是受學生們憧憬的存在，與健、一樹一同被召喚到異世界的林格爾王國。魔法屬性為雷。因對現實世界刻板的生活感到枯燥而十分憧憬異世界。喜歡動物卻擁有被動物討厭的體質。似乎喜歡兔里健。
天瑚（聲：會澤紗彌）
擁有預知能力的狐狸獸人少女。為了救故鄉無法甦醒的母親，而來到林格爾王國尋找治癒魔法使。
羅絲（聲：田中敦子）
林格爾王國救命團的團長。魔法屬性為治癒。林格爾王國騎士團的前任團長。林格爾王國中實力最強的人，其實力已超越人類的範疇，連身為國王的洛伊德也十分懼怕她。教導兔里健「治癒魔法的錯誤用法」的地獄訓練，將他培養成為能夠獨當一面的治癒魔法使。
過去其率領的騎士團被尼祿·埃爵司隻身消滅，本人也被對方奪去了右眼。

### 林格爾王國
洛伊德·布雷賈斯托·林格爾（聲：家中宏）
林格爾王國的國王。
瑟麗亞·布雷賈斯托·林格爾（聲：上田麗奈）
洛伊德的女兒，林格爾王國的公主，對由現實世界而來的一樹抱有好感。
威爾絲（聲：長繩麻理亞）
林格爾王國的女魔法師。
席古勒斯（聲：寺杣昌紀）
林格爾王國的軍團長。
亞爾格（聲：小松昌平）
艾薇爾（聲：小原好美）
羅絲在騎士團長時期的副官，最後被尼祿·埃爵司所殺。

#### 救命團
由羅絲率領的部隊，其訓練之嚴苛甚至連騎士團也無法承受的程度。
亞歷克（聲：奈良徹）
救命團的成員。相貌酷似食人魔。
唐（聲：伊藤健太郎）
救命團的成員。相貌酷似食人魔。
苟莫（聲：堀總士郎）
救命團的成員。相貌酷似猩猩。
古勒多（聲：藤井隼）
救命團的成員。相貌酷似猩猩。
米爾（聲：堀井茶渡）
救命團的成員。相貌酷似猩猩。
奧爾加（聲：中村源太）
救命團的成員。烏露露的哥哥，23歲。魔法系統為治癒。平日在城裡經營診所。
烏露露（聲：青山吉能）
救命團的成員。奧爾加的妹妹，18歲。
菲魯姆（聲：悠木碧）
救命團的成員，原本是魔族陣營的「黑騎士」。擁有「反轉」的能力，能把自己所承受的傷害轉化為攻擊反彈，在戰場上擊敗一樹與鈴音；之後與健交戰，卻由於治癒魔法能使其能力無效而被擊敗後俘虜。之後被羅絲強逼拉入救命團。

### 魔族
尼祿·埃爵司（聲：阿座上洋平）
魔族第一軍團團長。艾蜜拉的師傅。實力強悍。同時也是奪去羅絲的右眼和殺死包括艾薇爾在內騎士團成員的兇手，之後慘敗在羅絲手下。
寇牙·狄賈爾
魔族第二軍團團長。
艾蜜拉·貝爾古雷（聲：上田瞳）
前魔族第三軍團團長。尼祿·埃爵司的弟子。敗給兔里後降職成為第二軍團副團長。
漢娜
魔族第三軍團團長。
修爾路克（聲：羽多野渉）
魔族的科學家。

## 出版書籍

### 輕小說
| 卷數 | KADOKAWA       | KADOKAWA               | 東立出版社     | 東立出版社             |
| 卷數 | 發售日期       | ISBN                   | 發售日期       | ISBN                   |
| ---- | -------------- | ---------------------- | -------------- | ---------------------- |
| 1    | 2016年3月25日  | ISBN 978-4-04-068185-6 | 2016年12月15日 | ISBN 978-986-482-425-0 |
| 2    | 2016年6月24日  | ISBN 978-4-04-068427-7 | 2017年10月2日  | ISBN 978-986-486-754-7 |
| 3    | 2016年9月23日  | ISBN 978-4-04-068636-3 | 2018年8月23日  | ISBN 978-957-261-332-0 |
| 4    | 2017年1月25日  | ISBN 978-4-04-069054-4 | 2019年2月21日  | ISBN 978-957-262-622-1 |
| 5    | 2017年4月25日  | ISBN 978-4-04-069191-6 | 2019年7月1日   | ISBN 978-957-263-015-0 |
| 6    | 2017年9月25日  | ISBN 978-4-04-069498-6 | 2020年4月6日   | ISBN 978-957-263-310-6 |
| 7    | 2018年2月24日  | ISBN 978-4-04-069727-7 | 2020年8月24日  | ISBN 978-957-264-469-0 |
| 8    | 2018年7月25日  | ISBN 978-4-04-065023-4 | 2021年2月22日  | ISBN 978-957-265-639-6 |
| 9    | 2018年11月24日 | ISBN 978-4-04-065306-8 | 2022年1月6日   | ISBN 978-957-267-360-7 |
| 10   | 2019年4月25日  | ISBN 978-4-04-065682-3 | 2022年8月4日   | ISBN 978-957-269-662-0 |
| 11   | 2019年10月25日 | ISBN 978-4-04-064060-0 | 2023年3月6日   | ISBN 978-626-347-834-3 |
| 12   | 2020年3月25日  | ISBN 978-4-04-064538-4 | 2024年3月7日   | ISBN 978-626-360-652-4 |

### 漫畫
| 卷數 | KADOKAWA       | KADOKAWA               | 東立出版社    | 東立出版社             |
| 卷數 | 發售日期       | ISBN                   | 發售日期      | ISBN                   |
| ---- | -------------- | ---------------------- | ------------- | ---------------------- |
| 1    | 2017年9月26日  | ISBN 978-4-04-106129-9 | 2018年8月10日 | ISBN 978-957-26-1392-4 |
| 2    | 2018年2月26日  | ISBN 978-4-04-106728-4 | 2020年2月13日 | ISBN 978-957-26-1393-1 |
| 3    | 2018年9月22日  | ISBN 978-4-04-107356-8 |               |                        |
| 4    | 2019年3月4日   | ISBN 978-4-04-107897-6 |               |                        |
| 5    | 2019年8月26日  | ISBN 978-4-04-108579-0 |               |                        |
| 6    | 2020年3月24日  | ISBN 978-4-04-108580-6 |               |                        |
| 7    | 2020年10月26日 | ISBN 978-4-04-110503-0 |               |                        |
| 8    | 2021年4月24日  | ISBN 978-4-04-110504-7 |               |                        |
| 9    | 2021年11月26日 | ISBN 978-4-04-111801-6 |               |                        |
| 10   | 2022年3月26日  | ISBN 978-4-04-111802-3 |               |                        |
| 11   | 2022年10月25日 | ISBN 978-4-04-113043-8 |               |                        |
| 12   | 2023年3月25日  | ISBN 978-4-04-113044-5 |               |                        |
| 13   | 2023年10月26日 | ISBN 978-4-04-114234-9 |               |                        |
| 14   | 2024年3月26日  | ISBN 978-4-04-114235-6 |               |                        |
| 15   | 2024年10月25日 | ISBN 978-4-04-115519-6 |               |                        |
| 16   | 2025年3月25日  | ISBN 978-4-04-115858-6 |               |                        |

## 電視動畫
2024年8月15日，在MF Books的8週年網絡特備節目上宣佈將獲改編為動畫，同屬MF Books旗下作品的《不相信人類的冒險者們好像要去拯救世界》亦在同節目宣佈動畫化。

### 製作人員
- 原作：
- 角色原案：KeG
- 導演：緒方隆秀
- 劇本統籌、劇本：安川正吾
- 人物設定：田邊謙司
- 動畫製作：Studio Add×新銳動畫
- 製作：「治癒魔法的錯誤使用法」製作委員會

### 主題曲
第一季
片頭曲「Cure」
作词、作曲、编曲：Tomohiro Ohga，主唱：waterweed
片尾曲「Green jade」
主唱、作词、作曲：ChouCho，编曲：村山☆潤
第8話未使用

### 各話列表
| 話數   | 日文標題 | 中文標題             | 分鏡     | 演出     | 作畫監督                                    | 總作畫監督                 | 首播日期      |
| 第一季 | 第一季   | 第一季               | 第一季   | 第一季   | 第一季                                      | 第一季                     | 第一季        |
| ------ | -------- | -------------------- | -------- | -------- | ------------------------------------------- | -------------------------- | ------------- |
| #1     |          | 被捲進異世界！       | 緒方隆秀 | 緒方隆秀 | 不適用                                      | 田邊謙司                   | 2024年 1月5日 |
| #2     |          | 地獄的開始！         | 緒方隆秀 | 緒方隆秀 | 岸智惠美、根津壮志、戶澤東                  | 不適用                     | 1月12日       |
| #3     |          | 嚴酷！林格爾的黑暗！ | 緒方隆秀 | 緒方隆秀 | 根津壮志                                    |                            | 1月19日       |
| #4     |          | 救命團員兔里！       | 緒方隆秀 | 緒方隆秀 | 不適用                                      | 岸智惠子                   | 1月26日       |
| #5     |          | 兔里，重返森林！     | 緒方隆秀 | 江上雅之 | 坂卷貞彦                                    | 小峰正賴 岸智惠美 根津壯志 | 2月2日        |
| #6     |          | 逼近的危機…！        | 石山貴明 | 岡英和   | 市來剛、                                    | 不適用                     | 2月9日        |
| #7     |          | 下定決心的夜晚！     | 緒方隆秀 | 齊藤秀二 | 趙小川、徐超、陳玲玲、姜海華                | 渡邊真由美 槙田一章        | 2月16日       |
| #8     |          | 大隊長羅絲           | 緒方隆秀 | 辻橋綾佳 | 高橋晃、遠藤香、上家禮衣 小村柚葉、板倉和弘 | 中澤赤子                   | 2月23日       |
| #9     |          | 結束及開始           | 緒方隆秀 | 緒方隆秀 | 根津壯志                                    | 根津壯志                   | 3月1日        |
| #10    |          | 最狂！？黑騎士現身！ | 緒方隆秀 | 江上雅之 | 坂卷貞彥                                    | 小峰正賴                   | 3月8日        |
| #11    |          | 炸裂！必⽣之拳！     | 緒方隆秀 | 緒方隆秀 | 不適用                                      | 岸智惠美 根津壯志          | 3月15日       |
| #12    |          | 黑騎士的真面目！     | 緒方隆秀 | 緒方隆秀 | 不適用                                      | 岸智惠美 根津壯志          | 3月22日       |
| #13    |          | 啟程！               | 緒方隆秀 | 緒方隆秀 | 不適用                                      | 田邊謙司 岸智惠美 根津壯志 | 3月29日       |

### 藍光光碟
| 卷數   | 發售日期      | 收錄話數      | 規格編號  |
| 第一季 | 第一季        | 第一季        | 第一季    |
| ------ | ------------- | ------------- | --------- |
| BOX    | 2024年4月24日 | 第1話－第13話 | FFXN-9005 |

## 外部連結
- 成為小說家吧官方網站（日語）
- MF Books官方網站（日語）
- 漫畫官方網站（日語）
- 電視動畫官方網站（日語）
- 電視動畫的X（前Twitter）（日語）